# 清真巷街道
清真巷街道，是中华人民共和国青海省西宁市城东区下辖的一个乡镇级行政单位。

## 行政区划
清真巷街道下辖以下地区：
国际村社区、团结社区、夏都花园社区、清真巷社区和友谊村。